# 勸善金科
《勸善金科》，作者不明，傳為清張照等撰。共20卷。是清宮每於歲末或其它節令演出的節令戲。源出於民間廣為流傳的《目連記》。
全書以紅、藍、綠、黃、黑五色套印而成。戲目採用單行大綠字，宮調用雙行小綠字，曲牌名用單行大黃字，科文與服色以小紅字旁寫，曲文用單行大黑字，韻白則以小黑字旁寫；曲文中每於、每讀、每韻、每疊、每格等皆以小藍字旁註以區別；南腔、北調則各以小紅圈一一圈出。
與同期出現的套印本相比，此書套色數量最為豐富，印刷難度最高。本書套色位置準確，印製精良，各色純正勻淨，清晰悅目，既有提示、助讀的作用，又美化了版面，兼具藝術欣賞性，是清初彩色套印技術之上品。